# Verona, Wisconsin
Verona là một thành phố thuộc quận Dane, tiểu bang Wisconsin, Hoa Kỳ. Năm 2000, dân số của thành phố này là 7052 người.